# Terndrup Taxa og Turistbusser
Terndrup Taxa og Turistbusser A/S er et dansk taxa- og busselskab med hovedkvarter i Terndrup og med afdelinger i det nordlige Jylland. Virksomheden er siden år 2000 ejet af Kenny Thygesen, der overtog virksomheden i forbindelse med et generationsskifte. Oprindeligt blev den etableret som et taxaselskab af Erik Thygesen i 1983. Senere blev busser tilføjet. I 2023 overtog de Østergaards Biler og i 2024 Hirtshals Turistfart. Terndrup Taxa og Turistbusser havde i 2024 ca. 300 taxaer og busser og omtrentligt ligeså mange ansatte.